# Grote Prijs Jef Scherens 1992
Il Grote Prijs Jef Scherens 1992, ventiseiesima edizione della corsa, si svolse il 30 agosto 1992 su un percorso di 184 km, con partenza e arrivo a Lovanio. Fu vinto dal belga Hendrik Redant della Lotto davanti al suo connazionale Johan Museeuw e al tedesco Olaf Ludwig.

## Ordine d'arrivo (Top 10)
| Pos. | Corridore              | Squadra             | Tempo    |
| ---- | ---------------------- | ------------------- | -------- |
| 1    | Hendrik Redant         | Lotto               | 4h33'00" |
| 2    | Johan Museeuw          | Lotto               |          |
| 3    | Olaf Ludwig            | Panasonic-Sportlife |          |
| 4    | Herman Frison          | Tulip               |          |
| 5    | Patrick Van Roosbroeck | La William-Duvel    |          |
| 6    | Brian Holm             | Tulip               |          |
| 7    | Marc van Orsouw        | Panasonic-Sportlife |          |
| 8    | Rudy Verdonck          | Gatorade            |          |
| 9    | Jo Planckaert          | Panasonic-Sportlife |          |
| 10   | Fabrice Naessens       | Lotto               |          |